# Канюк звичайний
Каню́к звича́йний, полови́к (Buteo buteo) — вид хижих птахів родини яструбових. В Україні найчисельніший хижий птах; у різних регіонах осілий, кочовий або перелітний.

## Опис
Канюк звичайний — птах середніх розмірів, довжина тіла якого становить 51-57 см, розмах крил 110—130 см. Самки, як правило, більші за самців. Забарвлення сильно варіює, від палевого до темно-бурого; птаха легко сплутати з близьким до нього зимняком (Buteo lagopus) або дальшим родичем звичайним осоїдом (Pernis apivorus). Як правило, молоді особини забарвлені більш строкато. Голос канюка тонкий, тужливий, нагадує квиління або скімління, яке починається голосніше та з вищої ноти і завмирає на нижчій.

## Розповсюдження та місця існування
Поширені практично в усій Європі, в Азії мешкає в лісистій місцевості, з півночі ареал обмежений полярним колом, з півдня — безлісими пустелями Середньої і Центральної Азії та Ірану. Зазвичай веде осілий спосіб життя, і лише птахи одного підвиду — Buteo buteo vulpinus, є перелітними, на зиму мігрують на південь Азії або до Африки.
В Україні поширені два підвиди — Buteo buteo buteo (осілий або кочовий, гніздиться переважно на півночі та заході країни) та Buteo buteo vulpinus (перелітний, гніздиться переважно на півдні та сході).
Оселяється неподалік відкритих просторів: на горбистих ділянках хвойних та листяних лісів, у тугайових лісах.

## Чисельність
Гніздову популяцію в Європі оцінюють у 814 000—1 390 000 пар, що становить близько 75 % від загальної чисельності виду, яку оцінюють у 2 100 000—3 700 000 дорослих особин. Чисельність у цілому стабільна.

## Особливості біології

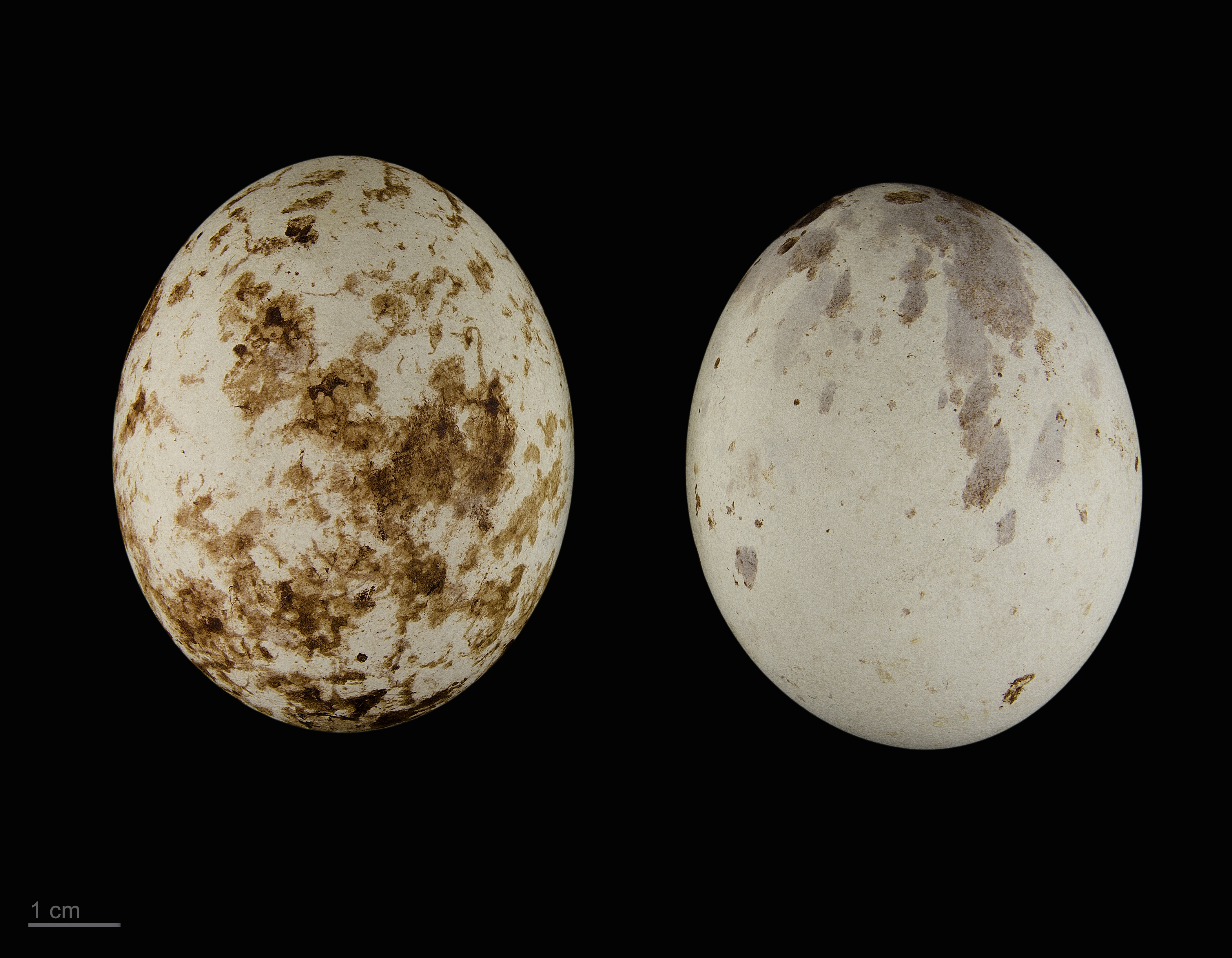
Яйця канюка звичайного в оологічній колекції, Тулузький музей

Полює на відкритих просторах, частіше — із засідки на піднесенні або поволі ширяючи в повітрі. Живиться невеликими ссавцями: дрібними гризунами, ховрахами, щурами, кролями й дрібними птахами. Може поїдати падаль.
У разі міграції до місць гніздування прилітають в середині квітня — середині травня, залежно від клімату. Осіння міграція (якщо така є) починається в середині серпня і триває до початку вересня, в північних районах у середині-кінці вересня. При перельоті зазвичай збиваються у великі зграї.
Протягом останніх двох десятиліть в Україні канюк став звичайним зимуючим птахом північних, центральних, західних та південних областей. На території країни зимує 30-70 тис. канюків.
Гніздяться в лісі, на гілках листяних (береза, тополя, осика) або хвойних (сосна, ялина, ялиця) дерев на висоті 4-15 м над землею. Гніздо будують із сухих гілочок, обплітаючи їх старою травою. Також можуть використовувати і зелені гілочки, особливо коли вилуплюються пташенята. Відкладають 3-4, рідше 5 яєць приблизно 56 × 45 мм із шкаралупою брудно-білого кольору, вкритою бурими або рудими плямами. Відкладання яєць відбувається в квітні-травні. Інкубаційний період пташиних яєць канюка звичайного триває 33—36 днів. Яйця висиджують обоє батьків. Пташенята вилуплюються в кінці травня або в червні, напочатку покриті бурим пухом. Пташенят годують як самець, так і самиця, поки ті не в змозі літати. Пташенята здатні злетіти через 43-50 днів після народження. Якщо з якоїсь причини гніздування було невдалим, самка здатна відкласти другу кладку за сезон.

## Використання людьми
Канюків цього виду інколи використовують так само, як і соколів: удомашнюють та дресирують для полювання на куріпок і молодих кролів. Людей, які дресирують мисливських соколів і канюків, називають сокільниками.
У природних умовах живе до 26 років, у неволі — до 30 років[джерело?].

## Охорона
Канюк звичайний перебуває під захистом Бернської та Боннської конвенцій, Конвенції CITES, а також ряду регіональний червоних списків України.